# 中島弥団次
中島 弥団次（中島 彌團次、なかじま やだんじ、1886年〈明治19年〉6月13日 - 1962年〈昭和37年〉12月21日）は、日本の政治家、大蔵官僚、実業家。衆議院議員。

## 経歴
高知県安芸郡野根村（現東洋町野根）で、海運業・中島弥平次、也久夫妻の長男として生まれる。野根尋常高等小学校、江陽学舎、高知県立中学海南学校を経て、1908年7月、第六高等学校文科甲類を卒業。上京して濱口雄幸の書生となる。1909年9月、東京帝国大学法科大学政治学科に入学し、1912年7月に卒業。
1912年7月、大蔵省雇となり、1913年11月8日、文官高等試験行政科試験に合格。同年12月、内務省に入省し青森県属となる。1915年1月、大蔵省へ転じ専売局書記に任じられ高崎専売支局勤務となる。以後、専売局参事補・山形専売支局勤務、熊本専売支局勤務、専売局副参事、専売局長官官房兼専売局事業部勤務、同事業部煙草課長代理、専売局参事などを歴任。1924年6月、濱口大蔵大臣秘書官に就任し、1926年6月、濱口が内務大臣に転じると同大臣秘書官となる。1927年4月、濱口の内務大臣辞任に伴い、秘書官を辞任し退官した。
同年6月、濱口が立憲民政党総裁となり同秘書に就任。1928年2月、第16回衆議院議員総選挙に東京府第二区から出馬して当選し、以後、第21回総選挙まで連続6回の当選を果たした。この間、濱口内閣総理大臣秘書官、第2次若槻内閣・鉄道参与官、廣田内閣・大蔵政務次官、内閣調査局参与、大蔵省委員、法政大学講師、中央大学講師、立憲民政党総務、大政翼賛会参与、大洋漁業 (株)顧問などを務めた。濱口内閣で財政緊縮策として官吏減俸を行おうとしたが、官吏側の抵抗が高まる中、首相官邸に押しかけた記者団から首相をかばおうとして天井に向けてピストルを発射する事件を起こして「ピストル弥団次」と呼ばれた。
1946年11月23日、公職追放となる。淀川製鋼所取締役、東貿 (株) 監査役を歴任。1950年10月13日、追放解除となり、政界に復帰し改進党顧問、日本民主党顧問を務めた。